# Juan Estrada (futbolista)
Juan Alberto Estrada (* 28 de octubre de 1912, San Pedro, Provincia de Buenos Aires, Argentina - 28 de mayo de 1985) fue un futbolista argentino. Se desempeñaba como arquero.

## Biografía
Estrada surgió de las divisiones inferiores del Club Atlético Huracán, club donde debutó como profesional en 1933. En la institución de Parque Patricios estuvo hasta 1938, año en el que Boca Juniors compra su pase para susplantar a Juan Yustrich, arquero titular de Boca en los años anteriores. Curiosamente llegó junto a Claudio Vacca, quien también atajaba en El globo. Su debut en el arco xeneize se dio el 3 de abril de 1938, en un empate 1-1 con Ferro Carril Oeste. Con el cuadro de la Ribera obtuvo sus 2 únicos títulos a nivel club, ganando los campeonatos de 1940 y 1943. En su estadía en Boca tuvo un nivel parejo y eficiente, jugó en total 142 partidos. Finalmente se fue a Defensor Sporting de Uruguay donde terminaría su carrera como futbolista.

### Selección nacional
Ha sido internacional con la Selección de fútbol de Argentina desde 1936, jugando 18 partidos, de los cuales en 12 era arquero de Boca. Con Argentina ha obtenido la Copa América en 1937 y 1941.